# Das göttliche Weib
Das göttliche Weib (Originaltitel: The Divine Woman) ist ein US-amerikanischer Stummfilm unter der Regie von Victor Sjöström und die einzige Zusammenarbeit mit seiner Landsfrau Greta Garbo. Der Film, der lose auf der Karriere von Sarah Bernhardt basiert, wurde am 14. Januar 1928 uraufgeführt. Es existiert nur noch ein gut zehnminütiges Fragment.

## Handlung
Marianne, die Tochter einer bekannten Schauspielerin, wird als Kind auf einen Bauernhof bei Paris gebracht. Nach einigen Jahren holt die Mutter ihre Tochter zu sich. Bei der Gelegenheit macht der aktuelle Liebhaber der Mutter, M. Legrande, einen Verführungsversuch bei der naiven Marianne. Das Mädchen wehrt sich verzweifelt und schlägt Legrande nieder. Im Glauben, den Mann getötet zu haben, flieht Marianne in Panik aus Paris. Auf ihrer Flucht trifft sie den Soldaten Lucien und beide verlieben sich ineinander. Lucien verschafft Marianne Unterkunft bei der befreundeten Madame Pigonier und geht kurz danach mit seinem Regiment fort. Eines Tages trifft Marianne erneut auf Legrande, der fasziniert von ihrer Schönheit ist. Er verspricht ihr eine große Karriere auf der Bühne und Marianne wird aus Dankbarkeit seine Geliebte.
Lucien desertiert mittlerweile, um Marianne wiederzusehen. Er wird verhaftet und eingesperrt. Durch glückliche Umstände trifft er Marianne wieder, die mittlerweile ein gefeierter Theaterstar ist, gesteht ihr seine Liebe und am Ende der etwas verwickelten weiteren Handlungen leben beide glücklich, aber arm in Südamerika.

## Hintergrund
Seit 1926 war Greta Garbo innerhalb der Studiohierarchie von MGM zu einem bedeutenden Star geworden. Nach einem erfolgreichen siebenmonatigen Streik um mehr Geld und, soweit möglich, bessere Rollen, bemühte sich das Studio, auf ihre Wünsche und Bedürfnisse Rücksicht zu nehmen. Insoweit war es eine Geste des guten Willens, wenn der Schauspielerin bei Das göttliche Weib nicht nur mit Lars Hanson ein schwedischer Hauptdarsteller an die Seite gestellt wurde, den sie bereits von den Dreharbeiten zu Gösta Berling kannte. Victor Sjöström war zudem einer der besten und engsten Freunde von Garbos in Ungnade gefallenem Mentor Mauritz Stiller. Sjöström, der etwas eher als Stiller in die USA gekommen war und dort seinen Nachnamen in das von Amerikanern einfacher auszusprechende Seastrom geändert hatte, war in Wesen und Charakter ausgeglichener als Stiller und konnte daher erfolgreich bei MGM als Regisseur Karriere machen. Die Dreharbeiten zu Das Göttliche Weib verliefen nach allem, was bekannt ist, in großer Harmonie. Garbo spielte zum ersten Mal eine wirklich sympathische Frau und keine Femme fatale, die die Männer ins Unglück zieht. Allerdings war das Drehbuch eher banal und das fertige Ergebnis war für alle Beteiligten eine künstlerische Enttäuschung. Der Film galt lange Zeit als verschollen, doch haben intensive Nachforschungen Anfang der 1990er zum Wiederauffinden einer Filmrolle in einem Moskauer Filmarchiv geführt. Das Fragment wurde kurz danach mit einem hohen publizistischen Aufwand, der nicht ganz in Einklang mit dem tatsächlichen künstlerischen Wert stand, im New York Film Institute aufgeführt.

## Kinoauswertung
Die Produktionskosten lagen mit 267.000 US-Dollar deutlich unter dem Durchschnitt für einen Garbofilm. Der geringe Produktionswert konnte daran liegen, dass es der erste Solofilm der Schauspielerin war und das Studio kein unnötiges Risiko eingehen wollte. Die Einspielergebnisse lagen in den USA bei soliden 541.000 US-Dollar, zu denen weitere 390.000 US-Dollar von den Auslandsmärkten kamen. Ein kumuliertes Gesamtergebnis von 931.000 US-Dollar lag höher als bei zeitgleichen Filmen von John Gilbert wie Four Walls, Twelve Miles Out oder William Haines, z. B. Spring Fever. Der Profit betrug 354.000 US-Dollar. Damit hatte Greta Garbo unter Beweis gestellt, dass sie auch ohne zugkräftige Co-Stars in der Lage war, einen Film zum Erfolg zu führen.

## Kritiken
Die meisten Kritiker mochten den Film nicht und fanden das Skript banal. Auch waren die Einschätzungen über die Darstellung von Greta Garbo recht unterschiedlich.
Zu den wenigen positiven Rezensionen gehörte diejenige in der Zeitschrift New York Herald Tribune:

„Viele haben behauptet, dass Miss Garbo eigentlich gar nicht schauspielert, sondern nur eine wunderschöne Frau mit einer starken Ausstrahlung sei. Wer sie jedoch als Marianne in diesem neuen MGM-Film gesehen hat, der wird diese Behauptung nie wieder aufstellen. […] Insgesamt können wir uns nicht an zwei so exzellente Darstellungen im Film erinnern wie diejenigen, die von diesen beiden schwedischen Schauspielern geboten werden.“